# پی.اس. (فیلم)
پی. اس. (انگلیسی: P.S.) فیلمی در ژانر درام است که در سال ۲۰۰۴ منتشر شد.

## بازیگران
- لورا لینی
- توفر گریس
- گابریل بیرن
- مارسیا گی هاردن
- پل راد
- لوئیس اسمیت